# Toine Thys

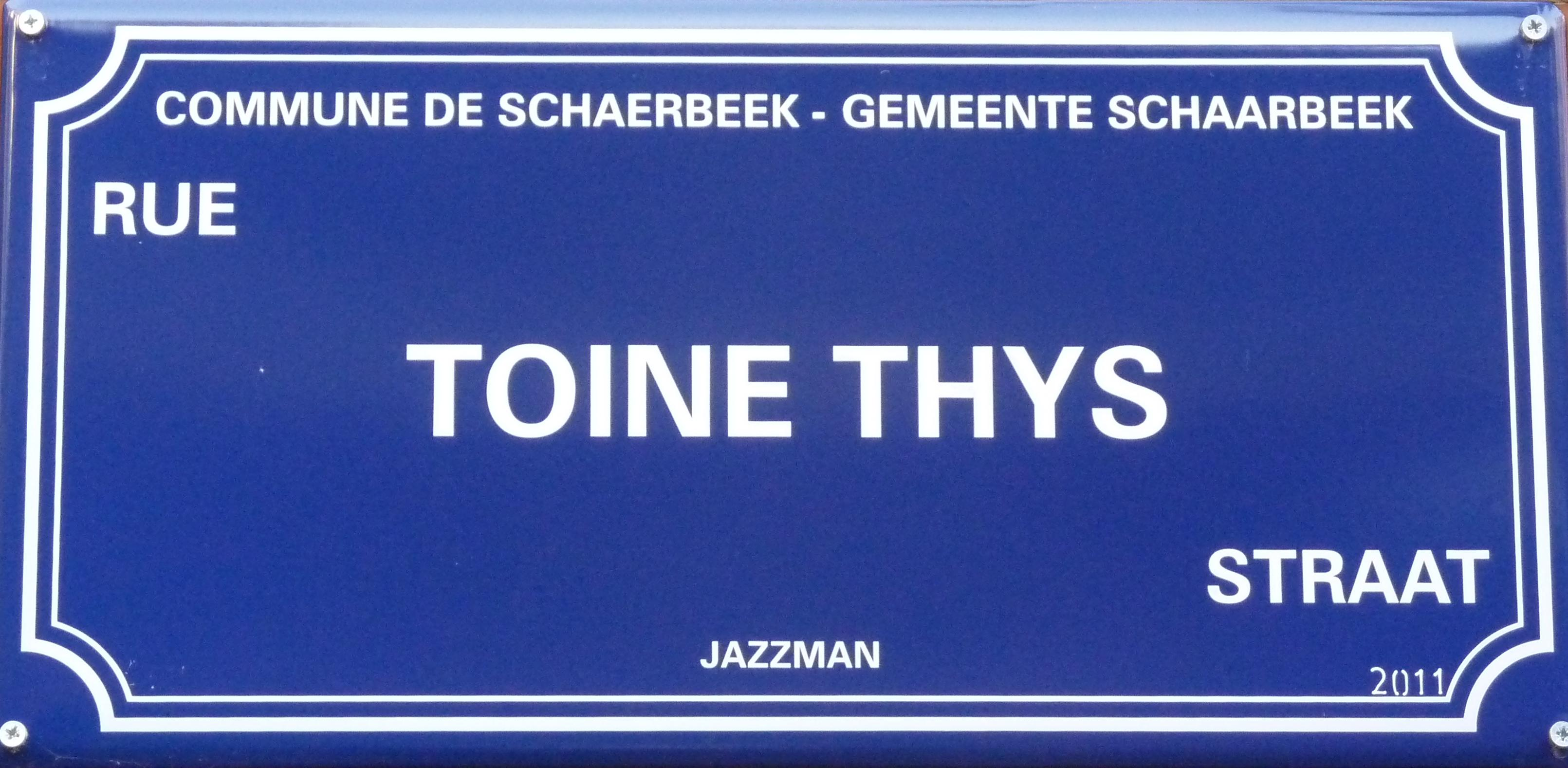
Plaque rue Toine Thys sur le Mur des Célébrités

Toine Thys, né le 22 septembre 1972 à Bruxelles, est un saxophoniste de jazz, il joue le ténor, le soprano, la clarinette basse, il est compositeur et leader de nombreux projets.

## Biographie

### Vie privée
Toine Thys (1972) est né dans une famille musicale à Bruxelles. Comme son frère et sa sœur, il choisit un instrument dès son jeune âge, et se dirige vers la clarinette. Inspiré par son frère Nicolas Thys, il se lance dans la musique après un tour de l’Amérique du Sud et un diplôme de Géographie à l’ULB (Université Libre de Bruxelles). Il parle couramment le français, portugais, espagnol, anglais et néerlandais.
Il étudie au Conservatoire de Bruxelles avec Jeroen Van Herzeele, puis il obtient un diplôme de Master of Music aux Pays-Bas avec John Ruocco et Ferdinand Povel. Il réside depuis 2003 à Schaerbeek, commune de la région bruxelloise. En cette qualité, la commune de Schaerbeek lui a décerné une plaque émaillée sur le mur des Célébrités de la Maison des Arts.
Depuis 2003, il est marié à l’ex-mannequin Céline t’Sas, avec qui il fonde le management d'artistes BARTOK MANAGEMENT.

### La Musique
Toine Thys est un musicien intense qui aime créer la surprise[non neutre]. À côté de sa carrière de sideman, il mène toujours de front plusieurs projets personnels. Avec ses groupes et ses collaborations, Thys repousse chaque fois plus loin les limites de sa zone de confort. Figure centrale du saxophone et de la clarinette basse en Belgique, on peut l’entendre régulièrement en France et aux Pays-Bas, en Europe, mais aussi en Afrique de l’Ouest, ainsi qu'au Canada et en Asie. La rencontre humaine et culturelle, les rythmes d’inspirations traditionnelles, le plaisir de jouer et une exécution précise et exigeante sont au centre de son travail. À côté de la production discographie et les concerts, il développe une grande production de vidéos musicales, live ou clips, avec la collaboration notamment avec le vidéaste Vincent Blairon.

### Les projets
Il dirige depuis 2010 le TOINE THYS TRIO avec Arno Krijger à l’orgue Hammond et Karl Jannuska. Il enregistre 3 albums, dont The Optimist à New York en 2019 avec Sam Yahel (USA), Karl Jannuska (CAN) et Hervé Samb (SEN) pour Igloo Records (⭐⭐⭐⭐ Jazzmag, ⭐⭐⭐⭐⭐ Jazzenzo). 

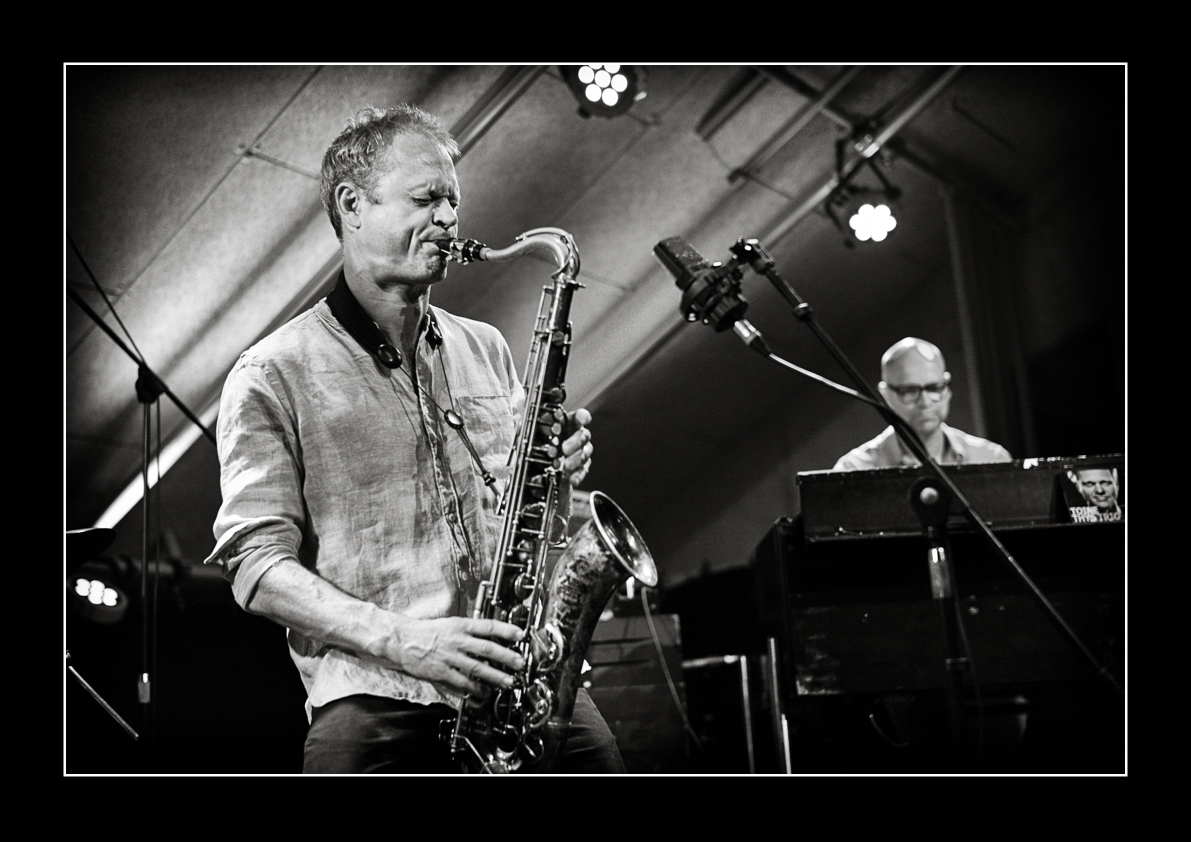

Il dirige ORLANDO où on retrouve le batteur complice belge Teun Verbruggen, et les Français Florent Nisse  à la contrebasse et Maxime Sanchez au piano. Leur premier album Orlando, sorti chez Hypnote records, remporte la récompense des Octaves de la musique  pour le Jazz en 2021 (⭐⭐⭐⭐ Jazzmag, Le Soir ⭐⭐⭐⭐…). Leur second album sort en mars 2024.

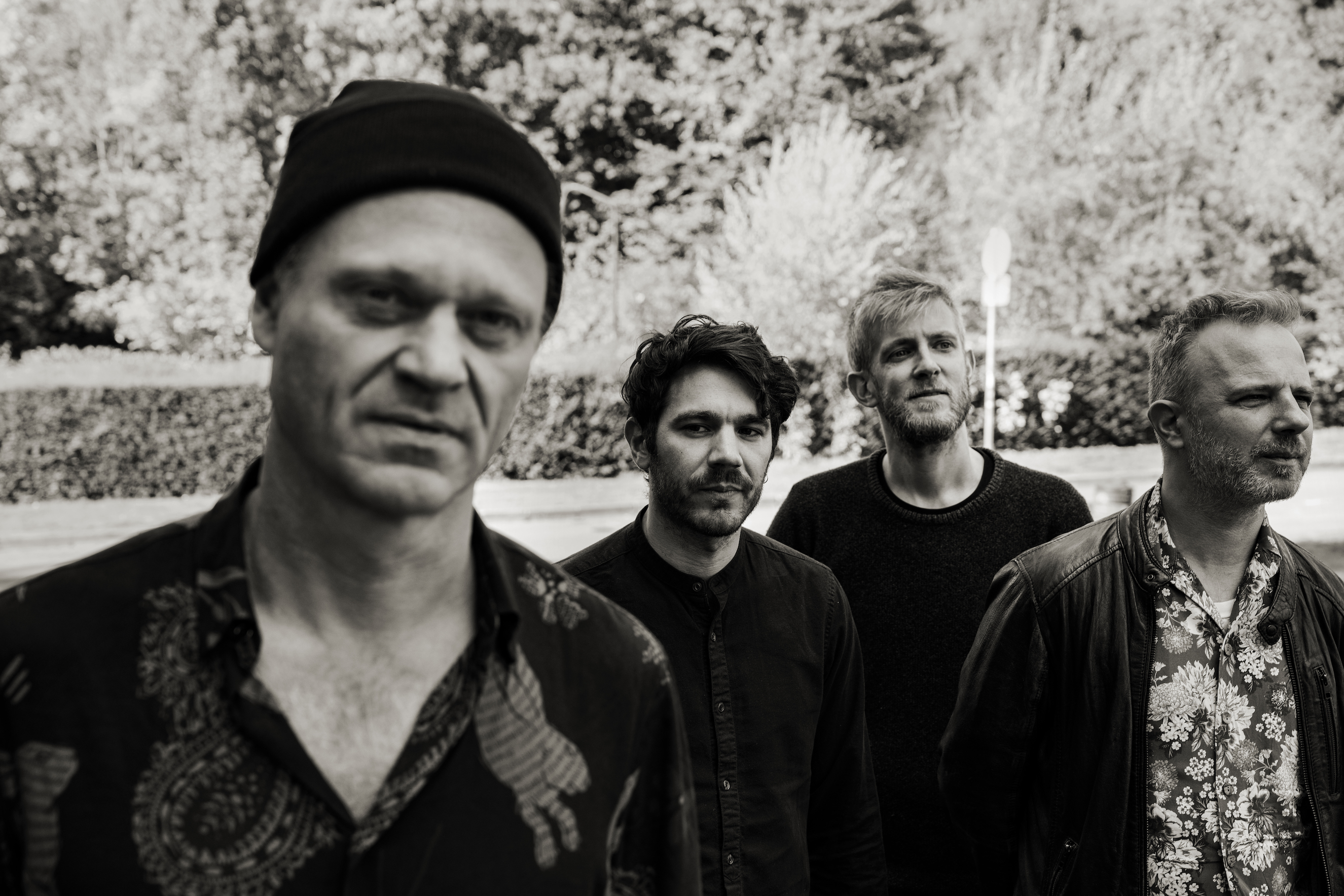

Avec le projet OVERSEAS, il développe la rencontre avec les musiques traditionnelles, en la personne du  joueur de oud égyptien Ihab Radwan. Ils sont jouent avec  le percussionniste brésilien Zé Luis Nascimento, la violoncelliste luxembourgoise Annemie Osborne et le pianiste néerlandais Harmen Fraanje. Leur premier album, Tamam Morning, est salué internationalement. À la croisée de la musique arabe et des modes hijazz, du jazz et de l’improvisation tonale, de la musique classique et des rythmes de la musique brésilienne, ils jouent un répertoire fait de compositions propres, libres et mélodieuses (⭐⭐⭐⭐ Songlines, ⭐⭐⭐⭐ Jazzmag).

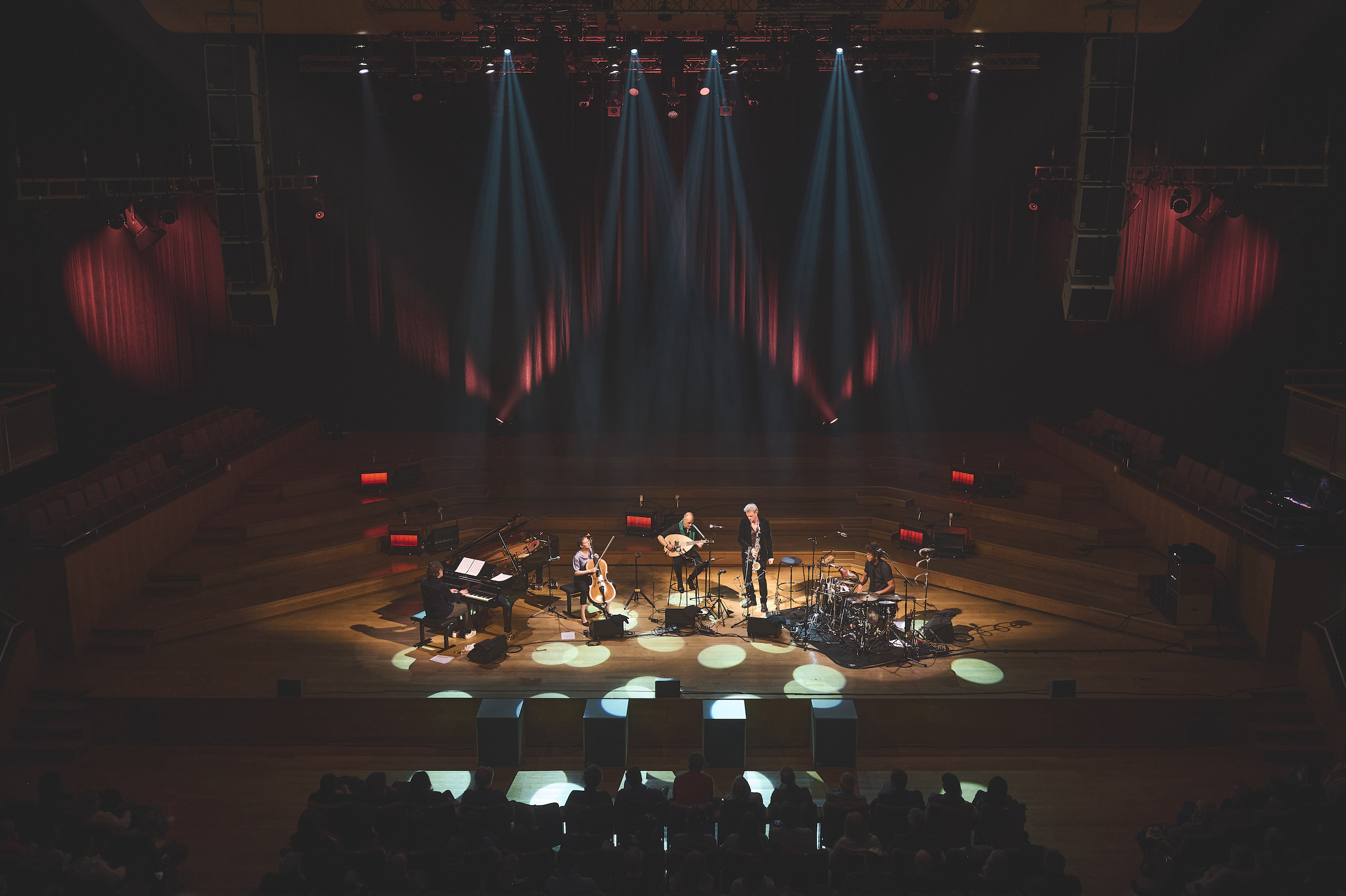

Les explorations électroniques de Toine Thys se retrouvent dans le groupe GURU.FARM (a.k.a. DERvISH) avec le batteur et producteur Pat Dorcean, le bassiste Dries Laheye et le claviériste David Thomaere. Ils jouent un glossy-Jazz, électro et groove, spacy et décalé. Leur premier album Guédé est sorti en 2021. Transformé par des filtres électroniques, le saxophone devient synthé pour rejoindre le groove du trio: Beat music !

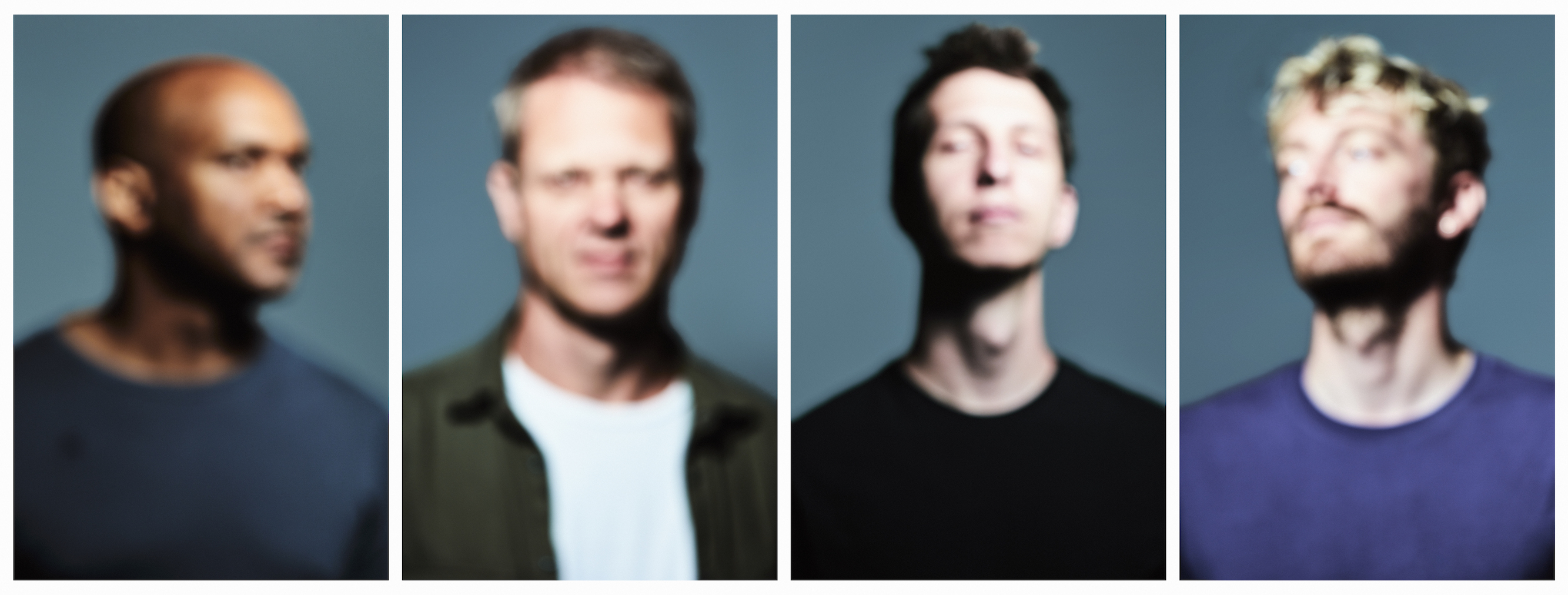

Toine Thys explore un projet solo LoFi-Sufi où il croise le saxophone ténor et les sons électroniques dans des collaborations avec la danse ou les arts du cirque (les funambules de la Compagnie des Chaussons Rouges).

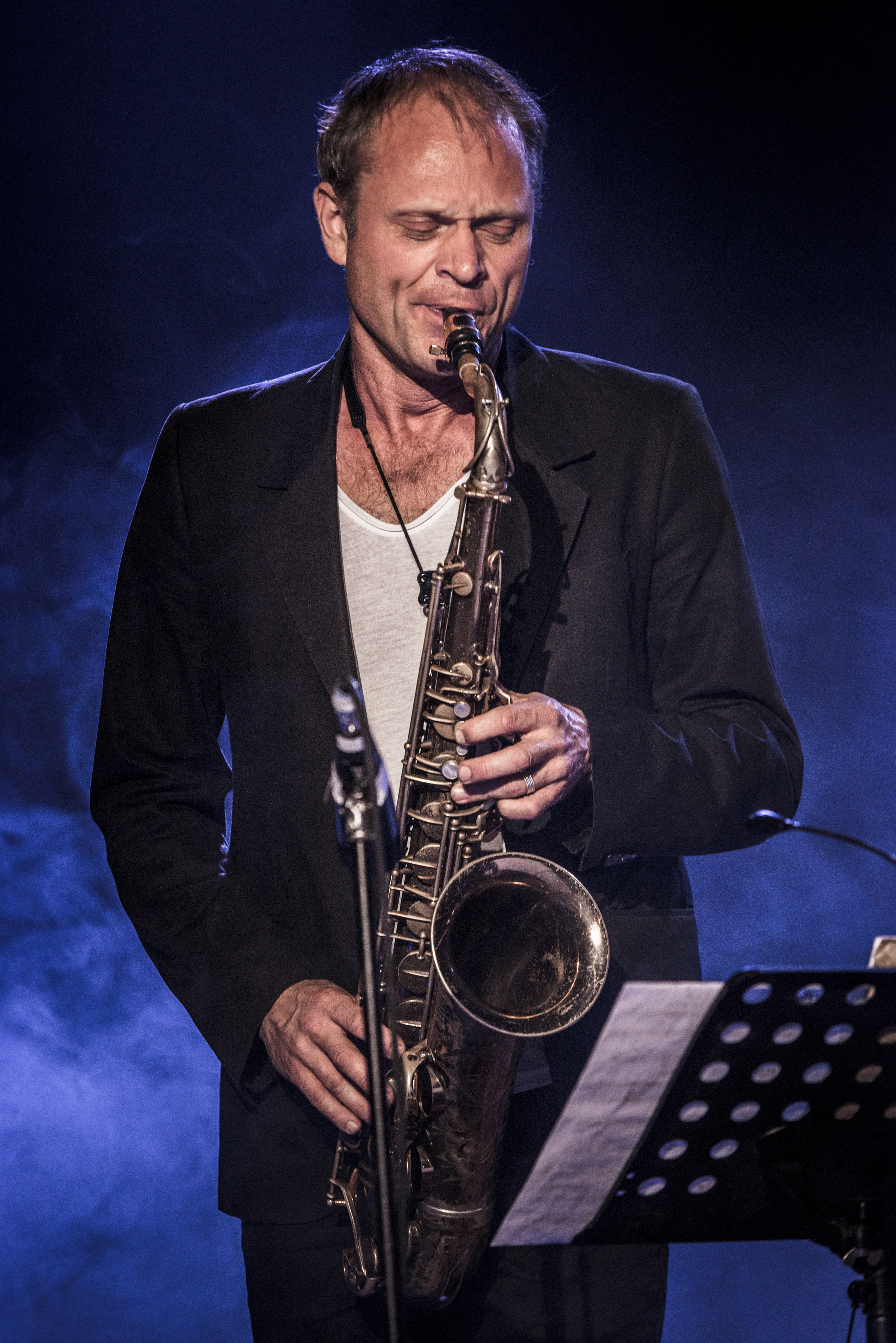
Toine Thys en concert

### En invité
À côté de ses projets personnels, on retrouve Toine Thys aussi dans les formations Laïla Amezian, Laurent Blondiau, le groupe IBIYEWA du batteur Angelo Moustapha (bénin/Madagascar), Robert Jukic (Slovénie), Afrikan Protokol (Burkina Faso), Bounce Trio (FR), Bram Weijters Crazy Men (B), Olivier Collette Heptone Colours, Antoine Pierre URBEX (B), avec le griot burkinabè Zouratié Kone, et aux côtés du percussionniste Chris Joris.
Il a participé à WALRUS avec son frère Nicolas Thys (contrebasse), Nicolas Kummert (saxophone) et Karl Jannuska (batterie), a fait partie du quartette Take the Duck avec Daniel Nösig (trompette) et du quartette Bloody Mary avec Anne Paceo (batterie). Il a publié deux albums avec son projet RACKHAM  , réunissant des musiciens de Jazz et de Rock. Il participe au projet Bounce Trio du pianiste Matthieu Marthouret, avec Gautier Garrigue (batterie). Ce trio enregistrera deux albums Smalls Streams...Big Rivers et Contrasts avec Serge Lazarevitch.

### Enseignement
Toine Thys donne de nombreux masterclass en Belgique   et à l’étranger. Il est très présent en Afrique de l'Ouest, et fonde en 2014 avec le trompettiste Laurent Blondiau et le soutien de la Fédération Wallonie-Bruxelles une école d’instruments à vents au Burkina Faso, qui rassemblent les futurs soufflants du Burkina Faso : LES VENTISTES DU FASO. Fort d’une expérience et d’un concept de l’enseignement des instruments à vents en contexte africain,  il est demandé pour d’autres ateliers à Cotonou (Bénin), Lubumbashi dans le cadre de la Rumba Parade (RDC), à Nairobi (Kenya) dans une collaboration sur plusieurs années avec Ghetto Classics en compagnie de Karl Jannuska. 

## Discographie

### En tant que leader
- 2006 : Juanita K - Rackham (Bartok Records)
- 2010 : Shoot them all - Rackham (Bartok Records)
- 2012 : The End Of Certainty - Toine Thys Trio (Bartok Records)[6]
- 2013 : Abstracks - DERvISH (Bartok Records)
- 2015 : Grizzly - Toine Thys Trio (Igloo records) [7],[8]
- 2019 : The Optimist - Toine Thys Trio (Igloo Records) [9],[10],[11]
- 2020 : Orlando - Toine Thys (Hypnote Records)[2],[12],[13],[14]
- 2021 : Tamam Morning - Toine Thys' OVERSEAS (Igloo Records)[15],[16],[17]
- 2021 : Guédé - GURU.FARM (Bartok Records)

### En tant que co-leader
Avec Daniel Nösig (AUT)
- 2002 : Resolution - Take the Duck (Ducktones)
- 2004 : Duck's Food - Take the Duck (Coco Record Label)[18]
- 2006 : Live at umit - Take the Duck  (Coco Record Label)

### En tant que sideman
- 2013 : Youth - Nicolas Pfeiffer
- 2013 : Duology - Stéphane Mercier
- 2013 : Call for transformation - Afrikan Protokol[19]
- 2014 : Freedom from the known - Afrikan Protokol[19]
- 2014 : Small Streams... Big Rivers  - Bounce Trio[20]
- 2016 : Contrasts - Bounce Trio feat. Serge Lazarevitch (Ducktones)
- 2017 : Urbex - Antoine Pierre (Igloo Records)[21]
- 2017 : Contrasts  - Bounce Trio feat. Serge Lazarevitch
- 2018 : Sketches Of Nowhere  - Antoine Pierre Urbex